# Santísima Trinidad
Santísima Trinidad (pełna oficjalna nazwa Nuestra Señora de la Santisima Trinidad) – hiszpański żaglowy okręt liniowy, zbudowany w 1769 roku, w Hawanie na Kubie. W pierwotnej formie posiadał 120 dział armatnich na trzech pokładach. Liczbę tę z czasem zwiększono do 140 rozmieszczonych na czterech pokładach. Przez wiele lat uchodził za największy okręt wojenny na świecie.

## Konstrukcja
Zbudowany w Hawanie na Kubie, prawdopodobnie w oparciu o plany konstrukcyjne irlandzkiego architekta wojskowego Matthew Mullana (zm. w 1767). Zwodowany w 1769 roku jako nominalnie 120-działowy trójpokładowiec. W chwili wodowania i wejścia do służby był największym okrętem na świecie. Był znacząco większy m.in. od brytyjskiego trójpokładowca „Victory”. Wielkością przewyższyły go dopiero francuskie trójpokładowe 120-działowce typu Océan z przełomu lat 80. i 90. XVIII w. Był siódmym okrętem o tej nazwie, oznaczającej „Trójca Przenajświętsza”; w anglojęzycznych dokumentach i późniejszej literaturze była ona błędnie zapisywana jako „Santissima Trinidad”.
W 1796 okręt został gruntownie zmodyfikowany poprzez dodanie ciągłej baterii 8-funtowych dział na poszerzonych przejściach burtowych pomiędzy pokładem dziobowym a rufowym, przez co formalnie stał się czteropokładowcem, posiadając cztery ciągłe pokłady działowe. Łącznie zwiększyło to liczbę dział do 140, szybko jednak usunięto kilka z nich do liczby 130-136. W owych czasach był to również okręt wyposażony w największą ilość dział armatnich na świecie. Przyniosło mu to sławę i reputację potężnej jednostki, lecz jego realna siła bojowa wzrosła w niewielkim stopniu, gdyż na sztucznie utworzonym czwartym pokładzie działowym przenoszono jedynie lekkie działa.
Rozmiary Santísimy Trinidad w połączeniu z wagą wysoko umieszczonego uzbrojenia, a także mało udanymi linami kadłuba, powodowały, że okręt źle żeglował, był ociężały i mało zwrotny. Dzięki temu faktowi zyskał sobie wśród marynarzy przydomek El Ponderoso.
W historii zostało zbudowanych tylko kilka okrętów wojennych uchodzących za czteropokładowe. Wśród nich Santísima Trinidad był niewątpliwie najsłynniejszy. Podobny układ z czwartym gładkim pokładem miały późniejsze liniowce, m.in. 136-działowa Pennsylvania marynarki wojennej Stanów Zjednoczonych i francuski Valmy. Jedynym „prawdziwym” czteropokładowym okrętem liniowym (z dalszymi działami nad czwartym zakrytym pokładem) był Duke of Kent, zaplanowany przez Royal Navy, lecz nie ukończony.
Brak jest oryginalnych danych dotyczących wielkości i uzbrojenia okrętu, a różne źródła wtórne podają dane rozbieżne. Spotyka się długość całkowitą od 67,2 m do 72,5 m, długość stępki 51,8 m - 56,7 m, długość dolnego pokładu ok. 61,5 m, szerokość 16,1 m - 19,2 m, zanurzenie maksymalne na rufie 8,5 m - 9,1 m. Według miary angielskiej, tonaż można szacować w granicach 2600-2880 ton, a wyporność – ponad 4000 ton.

## Służba
W lipcu 1779 roku Hiszpania wypowiedziała wojnę Wielkiej Brytanii, przyłączając się do Francji wspierającej wówczas stronę angielskich kolonistów w wojnie o niepodległość Stanów Zjednoczonych. Okręt Santísima Trinidad jako ówczesny okręt flagowy marynarki hiszpańskiej, pod dowództwem admirała Luisa de Córdoba, brał udział w blokadzie Gibraltaru i działaniach na kanale La Manche późnym latem tego roku.
W sierpniu 1780 brał udział w zdobyciu 55 statków z brytyjskiego konwoju.
W roku 1782 uczestniczył w drugim szturmie na Gibraltar oraz nierozstrzygniętej krótkiej bitwie pod Cape Spartel (20 października 1782).
Piętnaście lat później (1797) będąc okrętem flagowym 27-okrętowej floty dowodzonej przez admirała José de Córdobę wziął udział w bitwie koło Przylądka św. Wincentego, stoczonej 14 lutego, w której został mocno uszkodzony i niemal zajęty przez brytyjską flotę. Pierwszy ostrzał okrętu był dziełem dwóch 74-działowych jednostek „Captain” (dowodzonego przez komodora Nelsona) oraz „Culloden”, a następnie 74-działowców „Excellent” i „Orion” (komandora Jamesa Samaureza). Choć dotkliwie uszkodzony (prócz zniszczeń ogólnych stracił również wszystkie maszty) i z zabitą lub ranną połową załogi, opuścił banderę i poddał się, Brytyjczycy nie podjęli próby jego przejęcia, wobec nadciągnięcia przegrupowanych jednostek hiszpańskich. Okręt został następnie uratowany przez nadpłynięcie hiszpańskich liniowców Principe de Asturias i Pelayo. Kilka dni później podczas holowania okrętu do Hiszpanii przez fregatę, napotkał go wysłany w pościg brytyjski zespół komandora Berkeleya, w składzie trzech fregat Emerald, Minerve, Niger i korwety Bonne Citoyenne. Berkeley jednak zabronił atakowania wielkiego, choć osłabionego okrętu w pojedynkę przez najbliższą fregatę Minerve i w efekcie brytyjski zespół, podczas dalszych manewrów, zgubił przeciwnika (sprawa otarła się o sąd wojenny, lecz ostatecznie Berkeley został uwolniony od zarzutów). Bezpośrednio potem liniowiec był atakowany przez brytyjską 32-działową fregatę Terpsichore (komandor Richard Bowen), która jednak nie mogła mu wyrządzić większych szkód. Po nadpłynięciu okrętów hiszpańskich, szczęśliwie udało się mu dotrzeć do Kadyksu, gdzie poddany został remontowi. Hiszpański admirał de Córdoba jednak został po bitwie usunięty z marynarki.
Osiem lat później, dowodzony przez kontradmirała Balthasara Hidalgo de Cisnerosa, jako część połączonej floty hiszpańsko-francuskiej, wziął udział w bitwie pod Trafalgarem dnia 21 października 1805 roku. Santísima Trinidad był największym okrętem w bitwie, aczkolwiek nie był już wtedy największym okrętem świata. W szyku Santísima Trinidad płynął przed flagowym okrętem sprzymierzonej floty francuskiej - Bucentaure, stając się jednym z głównych celów floty brytyjskiej. Został wkrótce otoczony, walcząc podczas bitwy z liniowcami Victory adm. Nelsona, Temeraire (98 dział), Neptune (98 dział), Leviathan, Conqueror i Africa (64 działa).  Po stracie masztów od ognia Neptune, okręt został obezwładniony i wyszedł z walki, a po kilku godzinach jego załoga poddała się liniowcowi Prince. Uszkodzony okręt był następnie holowany do portu w Gibraltarze przez Prince, dowodzony przez komandora Thomasa Fremantle, lecz zatonął po drodze w silnym sztormie 23 października 1805. W bitwie zginęło 205 marynarzy Santisimy, a rannych zostało 108, z 1048 osób załogi.